# Equal justice under law

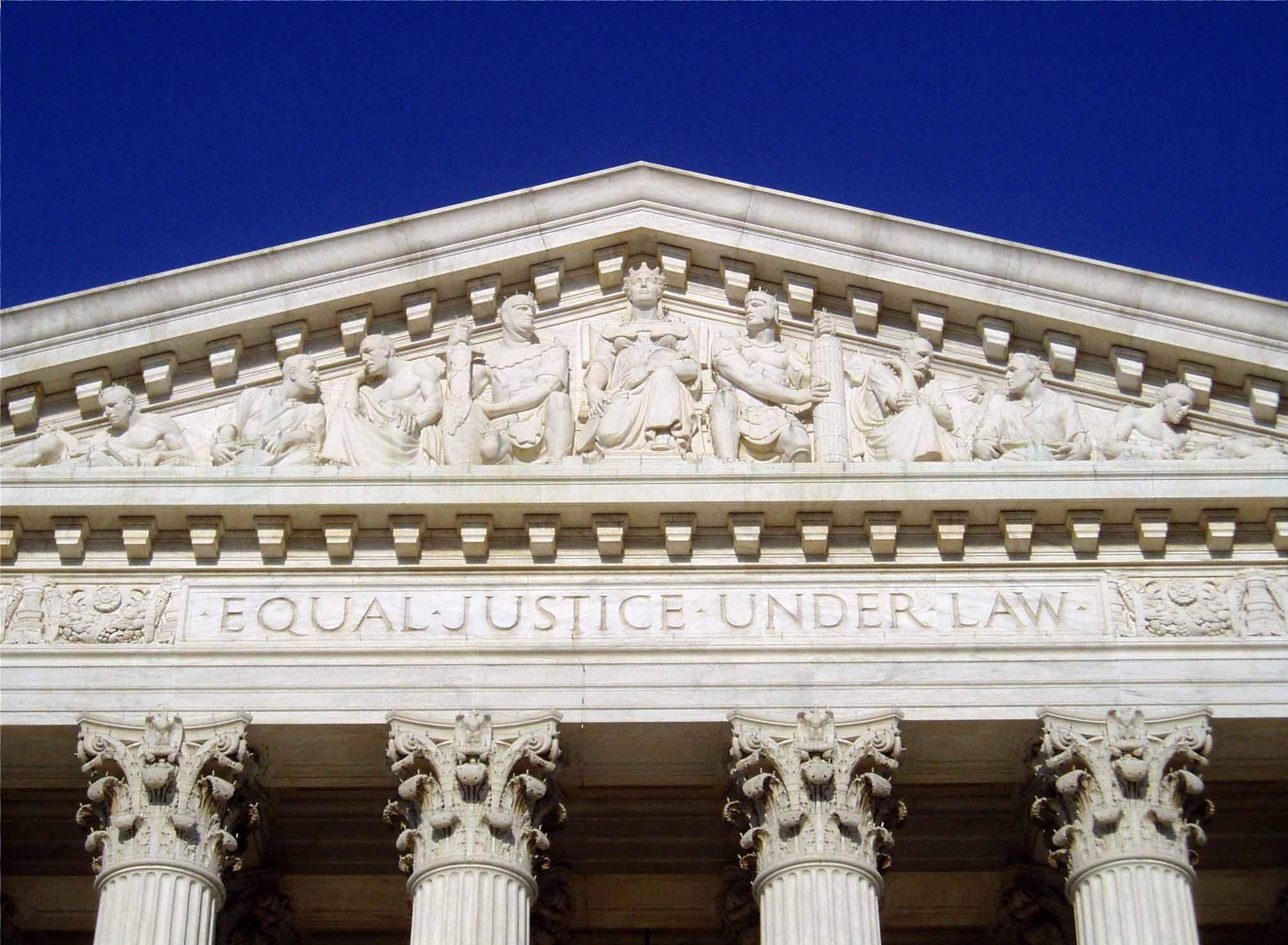
La facciata del palazzo della Corte suprema, incluso il frontone occidentale.

«Equal justice under law» (inglese, letteralmente: «Uguale giustizia ai sensi della legge») è una frase incisa sulla facciata del palazzo della Corte suprema degli Stati Uniti a Washington. Esso rappresenta anche un principio ideale della società statunitense, che ne ha profondamente influenzato il sistema giuridico.
Il motto fu apposto nel 1932 dallo studio di architettura che progettò l'edificio; il presidente della Corte suprema Charles Evans Hughes e il giudice Willis Van Devanter approvarono successivamente tale iscrizione, così come fece la Commissione per il palazzo della Corte suprema degli Stati Uniti, presieduta da Hughes stesso (e di cui Van Devanter faceva parte). Lo studio di architettura artefice della frase era guidato da Cass Gilbert, benché Gilbert stesso fosse più interessato al disegno e alla disposizione, che al significato.

## La giurisprudenza del Quattordicesimo emendamento
Le parole Equal Justice Under Law parafrasano un'espressione precedentemente coniata dal presidente della Corte suprema, Melville Weston Fuller. Nel caso Caldwell vs. Texas del 1891, Fuller scrisse del Quattordicesimo emendamento della Costituzione degli Stati Uniti come segue:
()
Le ultime sette parole sono sintetizzate dall'iscrizione sul palazzo della Corte suprema degli Stati Uniti.

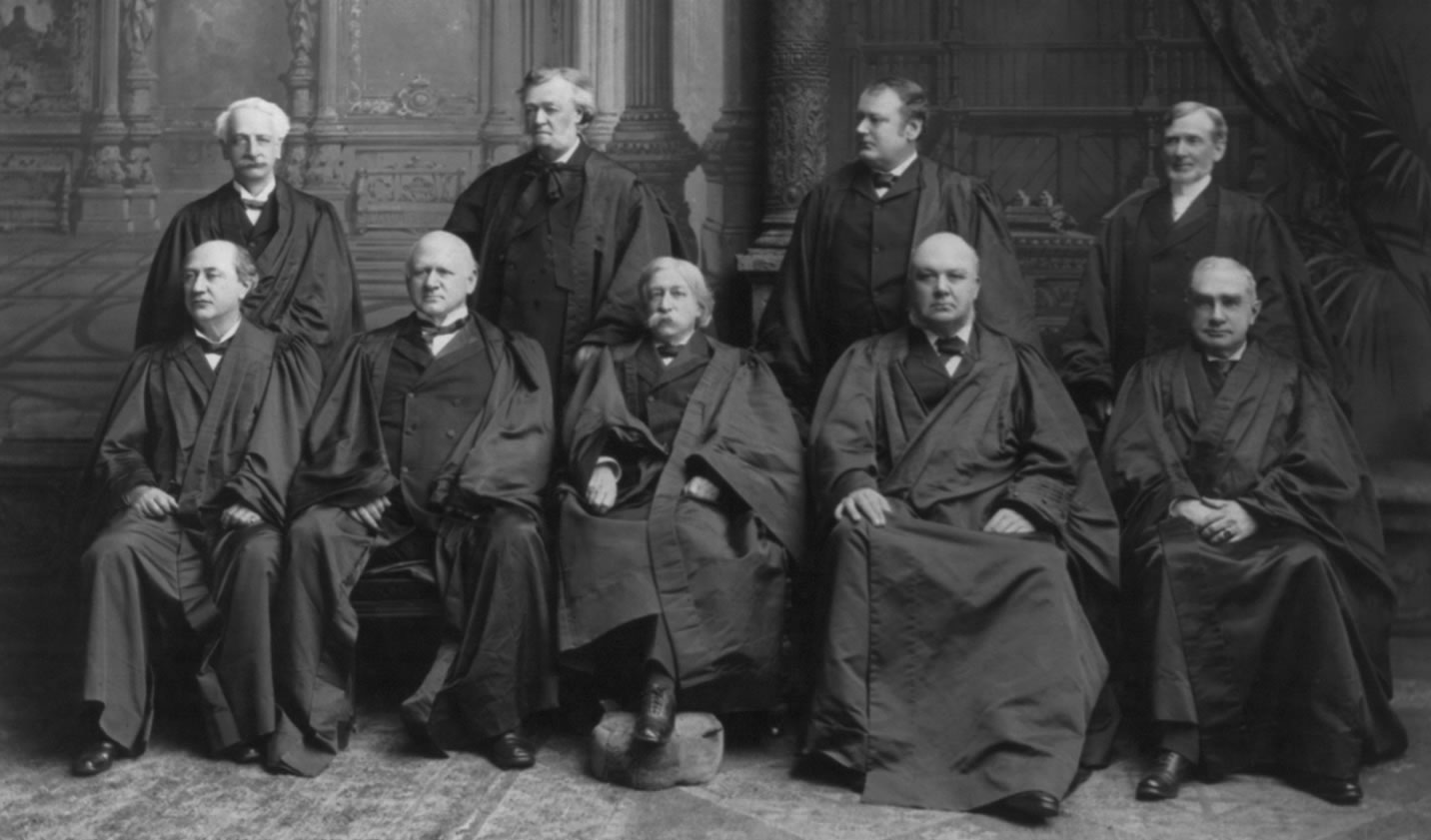
Il presidente della Corte suprema Fuller (davanti al centro) scrisse un parere in Caldwell per una Corte unanime. In questa foto del 1899, il giudice Harlan è seduto alla destra di Fuller e il giudice Peckham è in piedi alla destra di Harlan.

In seguito nel 1891, il parere di Fuller per la Corte in Leeper v. Texas si riferì di nuovo a «uguale... giustizia... ai sensi della legge». Come Caldwell, il parere di Leeper fu unanime, al contrario dei notevoli disaccordi della Corte presieduta da Fuller su questioni di uguaglianza registrati in altri casi come Plessy v. Ferguson.
Sia in Caldwell che in Leeper, le incriminazioni per omicidio erano contestate perché, a quanto si asseriva, davano un avviso inadeguato dei reati che venivano contestati. La Corte dichiarò legittime le incriminazioni perché seguivano la forma richiesta dalla legge del Texas. In un caso di nove anni dopo (Maxwell v. Dow), la Corte citò l'espressione equal... justice under... law che aveva usato in Caldwell e Leeper, per puntualizzare che lo Utah poteva ideare la propria procedura penale, fino a quando i convenuti sono  «trattati legalmente con lo stesso tipo di procedura e ... hanno lo stesso tipo di processo, ed è assicurata loro l'uguale tutela delle leggi.»
Nel caso del 1908 di Ughbanks v. Armstrong, la Corte Fuller tuttavia discusse di nuovo il Quattordicesimo emendamento in termini simili, stavolta però menzionando le pene: «Il suddetto emendamento non era inteso limitare, né limita i poteri di uno Stato nel trattare un reato commesso all'interno dei suoi confini o la relativa pena, sebbene nessuno Stato possa privare particolari persone o classi persone di una uguale e imparziale giustizia ai sensi della legge.»
Ughbanks era un caso di furto con scasso, e il parere fu scritto per la Corte dal giudice Rufus Peckham, mentre il giudice John Marshall Harlan fu l'unico dissenziente. La Corte in seguito avrebbe respinto l'idea che il Quattordicesimo emendamento non limita le pene (vedi il caso del 1962 di Robinson v. California).  
Negli anni a partire dal trasferimento nel suo attuale palazzo, la Corte suprema ha spesso collegato le parole «uguale giustizia in base alla legge» al Quattordicesimo emendamento. Ad esempio, nel caso del 1958 di Cooper v. Aaron, la Corte disse: «La Costituzione creò un governo dedicato a un'uguale giustizia in base alla legge. Il Quattordicesimo emendamento incarnava ed enfatizzava quell'ideale.»
Le parole «uguale giustizia ai sensi della legge» non sono nella Costituzione, che invece dice che nessuno Stato «nega ad alcuna persona all'interno della sua giurisdizione l'uguale protezione delle leggi.» Da una prospettiva architettonica, il principale vantaggio della prima frase sulla seconda era la brevità — la Clausola di uguale protezione non era abbastanza breve da entrare sul frontone data la dimensione delle lettere da utilizzare.

## Un'antica tradizione

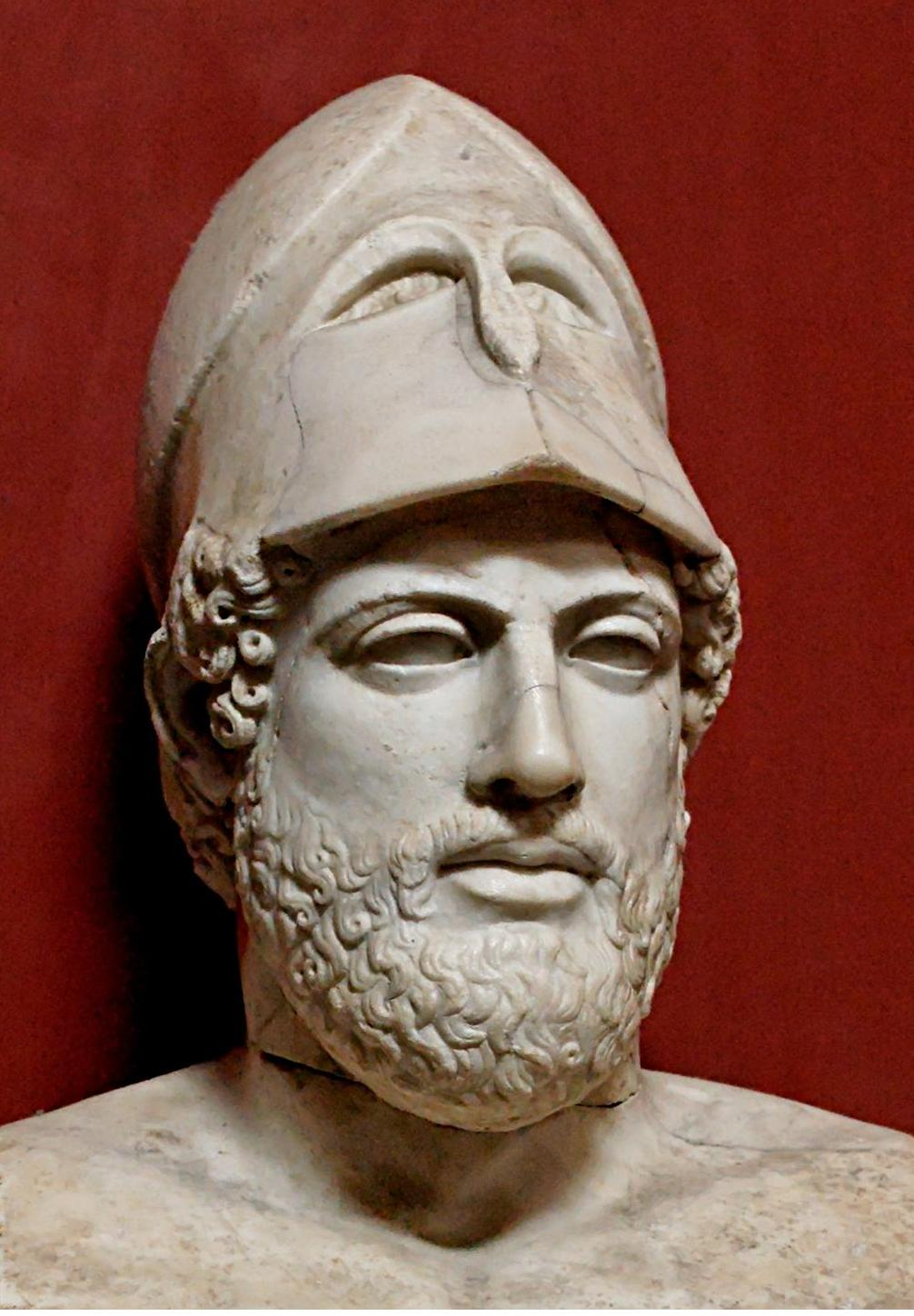
Pericle, statista e generale greco

Nell'orazione funebre che pronunciò nel 431 a.C., il capo ateniese Pericle incoraggiò a credere in quella che noi ora chiamiamo uguale giustizia ai sensi della legge. Così, quando il presidente Fuller scrisse il suo parere in Caldwell v. Texas, non era affatto il primo a discutere il concetto. Ci sono parecchie diverse traduzioni inglesi del passaggio relativo nella traduzione funebre di Pericle.  
Ecco Pericle che discute l'«uguale giustizia» secondo la traduzione inglese di Richard Crawley nel 1874:
()
La traduzione inglese di Benjamin Jowett del 1881 parimenti faceva dire a Pericle: «la legge assicura uguale giustizia a tutti allo stesso modo nelle loro dispute private». E la traduzione inglese di Rex Warner del 1954 faceva dire a Pericle: «esiste uguale giustizia per tutti e allo stesso modo nelle loro dispute private». L'orazione funebre di Pericle fu pubblicata in La storia della guerra del Peloponneso, della quale esistono varie traduzioni in tutte le lingue.
Come citato sopra, Pericle diceva che la ricchezza o l'importanza di una persona non dovrebbe influenzare la sua idoneità per il pubblico impiego o incidere sulla giustizia che riceve. Simikmente, il presidente della Corte suprema Hughes difese l'iscrizione «equal justice under law» riferendosi al «giuramento d'ufficio» (oath of office) giudiziario, ossia quello prestato dai magistrati quando assumono l'ufficio, che richiede ai giudici di «amministrare la giustizia senza guardare in faccia a nessuno, e rendere uguale giustizia ai poveri e ai ricchi». Decenni dopo, il giudice della Corte suprema Thurgood Marshall fece un punto simile: «I principi che avrebbero guidato con 10.000 dollari in palio dovrebbero guidare anche quando le migliaia sono diventate miliardi. Questa è l'essenza della uguale giustizia ai sensi della legge.»